# Червона скрипка (фільм, 1974)
«Червона скрипка» («Punane viiul») — радянсько-східнонімецький художній фільм 1974 року, знятий режисером Кальйо Кійськом на кіностудії «Талліннфільм».

## Сюжет
Сторінки біографії видатного естонського скрипаля Едуарда Сирмуса, який у роки громадянської війни став бійцем Червоної армії. Фільм розповідає про участь Сирмуса в німецькому революційному русі, антифашистській боротьбі у 1920—1930-ті роки. Полум'яний революціонер і талановитий музикант, він навчався в Петербурзькій консерваторії, на нього чекала блискуча кар'єра. Соло на скрипці виконав Леммо Еренді. Фільм дубльований на кіностудії «Ленфільм».

## У ролях
- Віктор Лоренц — Едуард Сирмус (дублював О. Дем'яненко)
- Любов Альбицька — Іда
- Надія Хіль — Вірджинія
- Каарел Ірд — Брошовський (дублював І. Єфімов)
- Ханс-Петер Райнеке — Брюкнер (дублював Ю. Соловйов)
- Світлана Шенфельд — Марта
- Родіон Александров — Анатолій Васильович Луначарський (дублював В. Татосов)
- Кальє Кійськ — командир (дублював О. Суснін)
- Юрі Ярвет — Пекк (дублював В. Татосов)
- Хельмут Шрайбер — начальник поліції
- Томас Нойманн — поліцейський
- Герберт Зіверс — Рудольф Фішер (дублював Л. Жуков)
- Антс Ескола — Бішо (дублював О. Кожевников)
- Арво Круусемент — Вескі (дублював І. Дмитрієв)
- Луло Пурре — мадам Дельма (дублювала Г. Теплінська)
- Леммо Еренді — роль другого плану
- Мікк Міківер — епізод
- Валерій Носик — адвокат
- Хейно Мандрі — префект поліції
- Рудольф Аллаберт — епізод
- Маті Клоорен — епізод
- Свен-Ерік Нільсен — епізод
- А. Пшилутський — епізод
- Володимир Сапожнін — чоловік, що імітує гру на тромбоні

## Знімальна група
- Режисер — Кальйо Кійськ
- Сценаристи — Анатолій Гребньов, Кальйо Кійськ, Лембіт Реммельґас, К. Кійса, А. Шрадері
- Оператор — Михайло Дороватовський
- Композитор — Яан Коха
- Художник — Халья Клаар